# Milton Scarón
Milton Antonio Scarón Falero (Montevideo, 22 agosto 1936) è un ex cestista uruguaiano.

## Carriera
Con l'Uruguay ha disputato due edizioni dei Giochi olimpici (Melbourne 1956, Roma 1960) e i Campionati mondiali del 1959.